# Jean-Louis Florentz
Jean-Louis Florentz (* 19. Dezember 1947 in Asnières-sur-Seine; † 4. Juli 2004 in Paris) war ein französischer Komponist.

## Leben
Jean-Louis Florentz studierte Naturwissenschaften, Arabische Literatur und Musikethnologie. Zwischen 1971 und 1975 studierte er am Pariser Konservatorium  bei Pierre Schaeffer und Olivier Messiaen. Weiteren Unterricht nahm er bei Antoine Duhamel. Florentz erhielt im Jahr 1978 den „Kompositionspreis Lili Boulanger“, es folgten weitere Auszeichnungen der SACEM und des Institut de France. Seine ständigen Reisen auf dem afrikanischen Kontinent nutzte er für ethnomusikalische und linguistische Studien. Florentz pflegte eine enge Freundschaft mit Olivier Latry, Titularorganist an der Kathedrale Notre-Dame de Paris, die zu mehreren Widmungen führte. 1995 wurde er als Nachfolger von Raymond Gallois-Montbrun in die Académie des Beaux-Arts gewählt. Jean-Louis Florentz starb im Jahr 2004 an einem Krebsleiden.

## Grand Prix Florentz
Die École régionale des Beaux-Arts d'Angers benannte im Jahr 2005 nach dem Tod von Jean-Louis Florentz ihren Orgelpreis „Grand Prix d’Orgue de l’École régionale des Beaux-Arts d'Angers“ um in „Grand prix d'orgue Jean-Louis Florentz“.

## Werkliste

### 1970er Jahre
- OPUS 01 - Ti-NDE, für Alt und kleines Orchester (1975–1976)
- OPUS 02 - Ténéré-Incantation sur un verset coranique, für Orchester (1977–1978)
- OPUS 03 - Magnificat - Antiphone pour la Visitation, für Tenor, gemischten Chor und Orchester (1979–1980)

### 1980er Jahre
- OPUS 03 - Les Marches du Soleil, für Orchester (1981–1983)
- OPUS 05 - Laudes - Kidân za-nageh, 7 Stücke für Orgel (1983–1985), Dauer 32 min
I. Dis-moi ton nom…
II. Prière pour délier les charmes
III. Harpe de Marie
IV. Chant des fleurs
V. Pleurs de la Vierge
VI. Rempart de la croix
VII. …Seigneur des lumières
- OPUS 06 - Chant de Nyandarua, für 4 Violoncelli (1985), Dauer 15 min
- OPUS 07 - Asun, Conte symphonique sur l’Assomption de Marie für Sopran, Tenor, Bariton, gemischten Chor, Kinderchor und Orchester (1986–1988), Dauer 50 min, 7 tableaux:
I. L’Aube sur le lac Tana, en Éthiopie
II. L’Ange à la Palme
III. La Forêt des Arcanes
IV. L’Autel de l’Eau (Prière de Marie au Golgotha)
V. L’Arche de Miséricorde
VI. Colonnes de Soleil
VII. Porte de la Lumière

### 1990er Jahre
- OPUS 08 - Debout sur le Soleil, chant de résurrection für Orgel (1990), Dauer 25 min
- OPUS 09 - Asmarâ, pour chœur mixte à cappella (1991–1992), durée 17 mn
- OPUS 10 - Le Songe de Lluc Alcari, für Violoncello und Orchester (1992–1994), Dauer 32 min
- OPUS 11 - Second Chant de Nyandarua, litanies für 12 Violoncelli, Dauer 13 min
- OPUS 12 - L’Ange du Tamaris, für Violoncello solo, Dauer ca. 12 min
- OPUS 13 - Les Jardins d’Amenta, conte symphonique für großes Orchester, Dauer 32 min
- OPUS 14A - L’Anneau de Salomon, danse symphonique, für großer Orchester, Dauer 25 min
- OPUS 15 - La Croix du Sud, poème symphonique für Orgel (1999–2000), Dauer 17 min

### 2000er Jahre
- OPUS 16 - L’Enfant des Iles, poème symphonique für großes Orchester, Dauer 33 min
- OPUS 17 - L’Enfant noir, conte symphonique pour Grand-Orgue en 14 tableaux, 1 tableau: Prélude (2002), Dauer 9 min
- OPUS 18 - Qsar Ghilâne, ou Le Palais des Djinns, poème symphonique für Orchester, Dauer 22 min (2003)

## Publikationen
- « Incidences de la bio-acoustique dans la composition musicale », Journal de Psychologie, n° 1-2, Januar - Juni 1983.
- « La question du timbre et les vibratos harmoniques dans les Laudes, op. 5 pour orgue », L’Orgue, n° 218, April - Juni 1991. Également disponible in Contemporary Music Review, vol. 8, part 1, 1993.
- « L’espace symphonique et la liturgie éthiopienne dans Debout sur le Soleil, op. 8, pour orgue », L’Orgue, n° 221, Januar - Februar - März 1992.
- « Incidences et traditions musicales éthiopiennes dans Asmarâ, op. 9 », Intemporel, bulletin de la Société Nationale de Musique n° 26, April - Juni 1998.
- L’Église Orthodoxe Éthiopienne de Jérusalem. L’Assomption à Däbrä Gännät, Monastère du Paradis, Jérusalem-Ouest. Double CD OCORA/RADIO-France C 560027/028